# Arandisa deserticola
Arandisa deserticola är en spindelart som beskrevs av Lawrence 1938. Arandisa deserticola ingår i släktet Arandisa och familjen jättekrabbspindlar.
Artens utbredningsområde är Namibia. Inga underarter finns listade i Catalogue of Life.